# Mitjili Napurrula
Mitjili Napurrula est une artiste peintre australienne, née en 1945.
Elle est, au sein de l'art des Aborigènes d'Australie, l'une des peintres pintupis (en) les plus connues. 

## Expositions
- Ikuntji: Paintings from Haasts Bluff, 1992-1994.
- Gallery Gabrielle Prizzi, Melbourne, 1994.
- Adelaide Fringe Festival, 1994.
- Hotel Shangri-la and Australian High Commission, Singapour 1994.
- Ikuntji Artists from Haasts Bluff, Hogarth Galleries, Sydney, 1994.
- Yiribana Gallery opening exhibition, Galerie d'art de Nouvelle-Galles du Sud, 1994.
- Paintings from Haasts Bluff, Hogarth Galleries, Sydney, 1995.
- Miljili Napurrula and Marlee Napurrula, Flinders Lane Gallery, Melbourne, 1995.

## Collections publiques
- Flinders University Art Museum (en), Adélaïde (Australie).
- Araluen Art Centre (en), Alice Springs.
- Galerie nationale d'Australie, Canberra.
- Musée et galerie d'art du Territoire du Nord, Darwin (Australie).
- National Gallery of Victoria, Melbourne.
- Edith Cowan University Art Collection, Perth (Australie-Occidentale).
- Galerie d'art de Nouvelle-Galles du Sud, Sydney[2].

## Récompenses
- Australian Heritage Art Award, Canberra, 1993.
- Northern Territory Art Award, Alice Springs, 1994.
- Alice Prize, Central Australian Art Award, Alice Springs, 1999[3].